# Campionati asiatici di badminton 2025
I Campionati asiatici di badminton 2025 si sono svolti a Ningbo, in Cina, dall'8 al 13 aprile. È stata la 42ª edizione del torneo, organizzato dalla Badminton Asia.

## Podi
| Evento              | Oro                         | Argento                       | Bronzo                              |
| Singolare maschile  | Kunlavut Vitidsarn          | Lu Guangzu                    | Loh Kean Yew                        |
| Singolare maschile  | Kunlavut Vitidsarn          | Lu Guangzu                    | Li Shifeng                          |
| Singolare femminile | Chen Yufei                  | Han Yue                       | Sim Yu-jin                          |
| Singolare femminile | Chen Yufei                  | Han Yue                       | Gao Fangjie                         |
| Doppio maschile     | Aaron Chia Soh Wooi Yik     | Chen Boyang Liu Yi            | Leo Rolly Carnando Bagas Maulana    |
| Doppio maschile     | Aaron Chia Soh Wooi Yik     | Chen Boyang Liu Yi            | Liang Weikeng Wang Chang            |
| Doppio femminile    | Liu Shengshu Tan Ning       | Nami Matsuyama Chiharu Shida  | Zhang Shuxian Zheng Yu              |
| Doppio femminile    | Liu Shengshu Tan Ning       | Nami Matsuyama Chiharu Shida  | Chen Qingchen Jia Yifan             |
| Doppio misto        | Tang Chun Man Tse Ying Suet | Hiroki Midorikawa Natsu Saito | Jiang Zhenbang Wei Yaxin            |
| Doppio misto        | Tang Chun Man Tse Ying Suet | Hiroki Midorikawa Natsu Saito | Jafar Hidayatullah Felisha Pasaribu |

## Medagliere
| Posiz. | Nazione       | Oro | Argento | Bronzo | Totale |
| ------ | ------------- | --- | ------- | ------ | ------ |
| 1      | Cina          | 2   | 3       | 6      | 11     |
| 2      | Hong Kong     | 1   | 0       | 0      | 1      |
| 2      | Malaysia      | 1   | 0       | 0      | 1      |
| 2      | Thailandia    | 1   | 0       | 0      | 1      |
| 5      | Giappone      | 0   | 2       | 0      | 2      |
| 6      | Indonesia     | 0   | 0       | 2      | 2      |
| 7      | Singapore     | 0   | 0       | 1      | 1      |
| 7      | Corea del Sud | 0   | 0       | 1      | 1      |
| Totale | Totale        | 5   | 5       | 10     | 20     |